# Franz Heinrich von Borcke
Franz Heinrich von Borcke, auch von Borck, (* um 1675; † 4. September 1739) war ein preußischer Kammerdirektor.
Er stammte aus der uradligen pommerschen Familie Borcke. Sein Vater Franz Joachim von Borcke (1631–1692) war Landrat in Pommern. Seine Mutter Elisabeth Emerentia war eine geborene Freiin von Reiffenberg. Sein Bruder Friedrich Wilhelm von Borcke avancierte in der preußischen Armee bis zum Generalmajor und Kommandanten von Kolberg.
Borcke studierte ab 1689 an der Universität Frankfurt (Oder). Er trat in den preußischen Staatsdienst ein. Hier stieg er bis zum Geheimen Rat und Direktor der Pommerschen Kriegs- und Domänenkammer in Stettin auf.
Von seinem Vater erbte er die Güter Labes (a), Reckow und Unheim. Im Jahre 1704 kaufte er von seinem Bruder Friedrich Wilhelm von Borcke das Gut Glietzig (a).
Er war verheiratet mit Abigail Elisabeth, ebenfalls eine geborene von Borcke. Ihr Sohn Georg Philipp von Borcke wurde preußischer Oberstleutnant, ihr Sohn Franz Andreas von Borcke (1693–1766) preußischer Generalleutnant.